# Frédéric Lancien
Frédéric Lancien (ur. 14 lutego 1971 w Concarneau) – francuski kolarz torowy, brązowy medalista mistrzostw świata.

## Kariera
Największym sukcesem w karierze Frédérica Lanciena jest zdobycie razem z Denisem Lemyre’em brązowego medalu w wyścigu tandemów podczas mistrzostw świata w Stuttgarcie w 1991 roku. Rok później Frédéric brał udział w igrzyskach olimpijskich w Barcelonie, gdzie rywalizację w wyścigu na 1 km ukończył na szóstej pozycji. Ponadto czterokrotnie zdobywał medale mistrzostw Francji, w tym zwyciężył w keirinie w 1995 roku. Dwukrotnie stawał na podium zawodów Pucharu Świata - w 1998 roku w Kanadyjskiej Victorii był drugi w sprincie drużynowym oraz wyścigu na 1 km.
Jego żoną jest była francuska kolarka Nathalie Even-Lancien.